# Musikjahr 1647
Liste der Musikjahre

◄◄ | ◄ | 1643 | 1644 | 1645 | 1646 | Musikjahr 1647 | 1648 | 1649 | 1650 | 1651 | ► | ►►

Weitere Ereignisse
Dieser Artikel behandelt das Musikjahr 1647.

## Ereignisse
- Johann Crüger veröffentlicht 1647 die zweite Auflage seines Gesangbuches Newes vollkömliches Gesangbuch aus dem Jahr 1640 unter dem neuen Namen Praxis Pietatis Melica (lat.: „Musikalische Übung der Frömmigkeit“). Es enthält erstmals mehrere Liedtexte von Paul Gerhardt, darunter das geistliche Abendlied Nun ruhen alle Wälder und das evangelische Kirchenlied Wach auf, mein Herz, und singe.
- Die Oper Orfeo von Luigi Rossi hat Premiere in Rom.
- Die französische Sopranistin Anne Chabanceau de La Barre gibt ihr Operndebüt in Orfeo von Luigi Rossi.

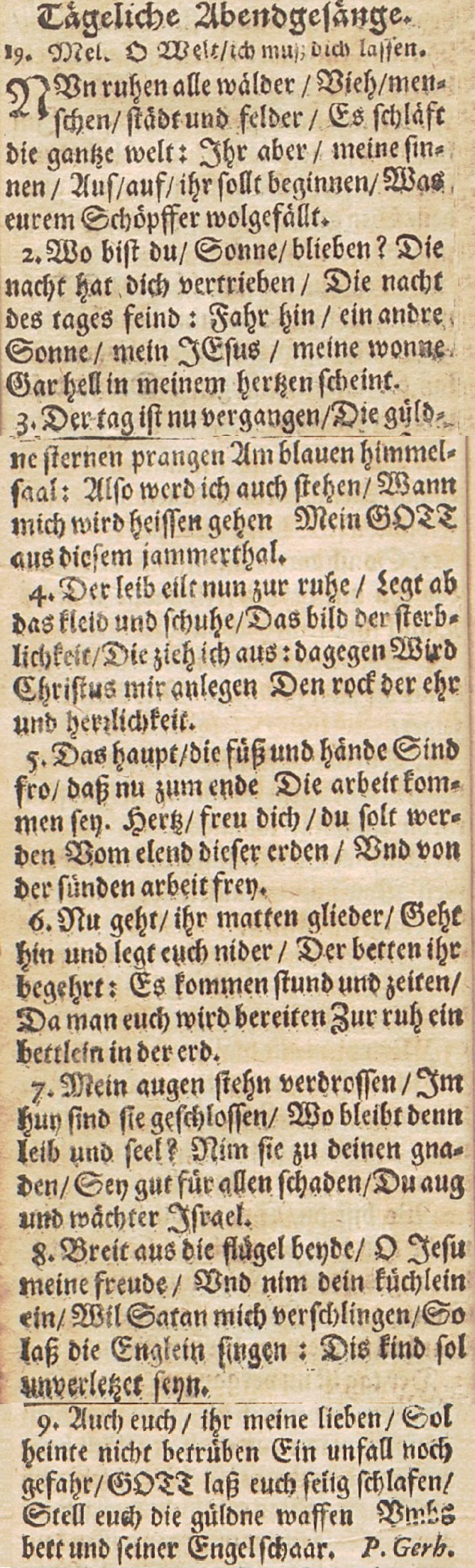
Liedtext zum Lied Nun ruhen alle Wälder von Paul Gerhardt

## Instrumental- und Vokalmusik (Auswahl)
- Constantijn Huygens – Pathodia sacra et profana, Paris (Sammlung von Psalmen und Liedern)
- Carlo Milanuzzi – Compieta intiera concertata zu einer, zwei, drei und vier Stimmen, op. 23, Venedig: Alessandro Vincenti
- Thomas Tomkins – Pavana: Earl Strafford mit Galliard (im Gedenken an Thomas Wentworth, 1. Earl of Strafford)

## Musiktheater
- Luigi Rossi – Orfeo

## Geboren

### Geburtsdatum gesichert
- 28. Januar: Conrad Höffler, deutscher Komponist und Gambist († 1696)
- 00. Januar: Vincenzo Olivicciani gen. Vincenzino, italienischer Sänger († 1726)
- 30. Mai (getauft): Basilius Petritz, deutscher Kirchenmusiker und Kreuzkantor in Dresden († 1715)
- 04. Dezember: Daniel Eberlin, deutscher Kapellmeister und Komponist († um 1715)

### Geboren um 1647
- Pelham Humfrey, englischer Komponist († 1674)

## Gestorben

### Todesdatum gesichert
- 17. Februar: Johann Heermann, deutscher Kirchenlieddichter (* 1585)
- 10. Mai: Mathieu Rosmarin, belgischer Komponist, Kapellmeister und Priester am spanischen Hof (* um 1575)
- 28. August: Johann Dilliger, deutscher evangelischer Theologe und Komponist (* 1593)
- 20. September: Giovanni del Turco, italienischer Komponist (* 1577)
- 01. Dezember: Giovanni Battista Doni, italienischer Musiktheoretiker (* 1595)
- 31. Dezember: Giovanni Maria Trabaci, neapolitanischer Komponist (* um 1575)

### Genaues Todesdatum unbekannt
- Pere Jorba, katalanischer Organist (* 1617)